# Orit Zu’arec
Orit Zu’arec (hebr.: אורית זוארץ, ang.: Orit Zuaretz, ur. 21 lutego 1967 w ZSRR) – izraelska polityk, w latach 2009–2013 poseł do Knesetu z listy Kadimy.
W wyborach parlamentarnych w 2009 po raz pierwszy i jedyny dostała się do izraelskiego parlamentu. 3 grudnia 2012 znalazła się w grupie secesjonistów z Kadimy (Cippi Liwni, Rachel Adatto, Jo’el Chason, Szelomo Mola, Me’ir Szitrit, Robert Tiwjajew, Madżalli Wahbi), którzy utworzyli nową partię Ruch pod przywództwem Cippi Liwni.